# Euodynerus tisiphone
Euodynerus tisiphone är en stekelart som först beskrevs av Amédée Louis Michel Lepeletier 1841.  Euodynerus tisiphone ingår i släktet kamgetingar, och familjen Eumenidae. Inga underarter finns listade i Catalogue of Life.